# Claude Duval de Fraville
Claude Duval de Fraville (26 septembre 1749, Gyé-sur-Seine - 25 avril 1830, Condes), est un homme politique français.

## Biographie
Fils d'un garde du roi en la prévôté de l'hôtel, il assure également cet office. Juge au tribunal du district de Bar-sur-Seine, il est élu, le 5 septembre 1792, membre de la Convention par le département de l'Aube. Il siège parmi les modérés, et se prononça, dans le procès de Louis XVI, contre la peine de mort. 
Devenu, le 4 brumaire an IV, membre du Conseil des Cinq-Cents, en qualité d'ex-conventionnel, il ne prend aucune part aux débats de cette assemblée, et en sort le 20 mai 1797.
Il est maire de Condes.
Il est créé baron de Fraville et de l'Empire le 2 janvier 1814, avec autorisation de créer un majorat.
Il est le père de Laurent Duval de Fraville.